# Муха (группа)
«Му́ха» — российская рок-группа. Создана в Москве в 2006 году как альтернативный проект барабанщика группы «Ногу свело!» Антона Якомульского и вокалистки Александры Чугуновой.

## История

### Создание и первые шаги
История группы «Муха» начинается с весны 2006 года. Её основателями стали барабанщик Антон Якомульский из группы «Ногу свело!» и певица Александра Чугунова, выступавшая под псевдонимом «СашаЧ». Первой песней дуэта, попавшей в ротацию, оказался трек «Микрофон», дебют которого состоялся 6 октября на Нашем радио. 13 октября песня поднялась на 6 строчку «Чартовой дюжины».
В 2007 году «Муха» выпустила первый макси-сингл под названием «Плагиат», презентация которого состоялась 30 мая в клубе «Концерт». Сингл вызвал положительные отзывы критиков. Первым крупным фестивалем для коллектива стал «Воздух-2007». В планах группы также было выступление на Нашествии-2007, но из-за его отмены «Муха» впервые приехала на «Нашествие» лишь в 2008 году.

### Первый альбом
В 2008 году группа выпустила первый альбом, дав ему название «Сочетания». Презентация альбома в одном из крупных московских клубов и собрала более тысячи зрителей. В альбоме пересеклись такие музыкальные стили как поп-рок, диско, лаунж и др. Он был записан при участии басиста Дмитрия Сироткина и гитариста Алексея Кожакова. Видеоклип для заглавной композиции альбома снял режиссёр Валерий Сыч. Критики отмечали смешение в сборнике различных стилей: поп-рок, панк, народная музыка. Сами музыканты называли его «инфантильным».

### Расширение группы
В 2009 году состав группы претерпел изменения: коллектив пополнили гитарист Егор Петров и бас-гитарист Михаил Прокушенков. После этого в мае того же года вышел новый диск «Альбом для рисования». По мнению некоторых критиков он стал более сухим и лаконичным. Весь 2009 год группа посвятила работе в студии и концертам, экспериментируя со звучанием и подготавливая новый альбом.
В 2010 году Якомульский и Чугунова знакомятся с гитаристом Юрием Пойсиком, который вскоре соглашается принять участие в записи новых треков. Первая же песня «Не жалей о них», записанная совместно с Пойсиком, попадает в ротацию нескольких федеральных радиостанций и занимает верхние строчки хит-парадов. Летом 2010 года режиссёр Кирилл Бобров снял клип на эту композицию. Осенью в эфире ряда радиостанций появляется второй сингл с альбома — песня «За любовь». В феврале 2011 года в хит-параде Нашего радио «Чартова дюжина» была представлена песня «Она мне нравится».
11 марта 2011 года «Муха» выпустила следующий альбом, который получил название «Стечение обстоятельств».
8 декабря 2011 года на ThankYou.ru выложен сингл «Радиоточка», включающий новые версии уже знакомых песен «Get back home» и «Кажется», а также 3 новые песни, одна из которых, «Меланхолия», написана Юрием Пойсиком.
12 мая 2012 года «Муха» совместно с порталом Kroogi презентует новый сингл «Трамвай № 6» в принципиально новом для музыкальных произведений формате ePUB. Сингл оформлен в виде комикса, нарисованного художником Кариной Кудымовой и ориентирован на обладателей персональных компьютеров и мобильных устройств. В записи сингла участвовал бывший коллега Антона Якомульского по «Ногу свело» Виктор Медведев. Помимо оригинального варианта композиции, пластинка включает акустический и струнный, а также ремикс, сделанный австрийским диджеем Cab Canavaral. По мнению участников группы, сингл «Трамвай № 6» — шаг на пути перехода к новому звучанию.
7 декабря 2015 вышел в свет новый альбом «У меня в голове» - четвертый в дискографии группы. С момента выхода прошлого альбома прошло три года, в течение которых музыканты вели активную концертную деятельность, совмещая её с работой в студии. Четвертый альбом продолжил традиции прошлых работ группы, но отличается большим разнообразием в звучании и аранжировках.

## Мнения музыкальных критиков
По мнению российского музыкального критика Сергея Соседова «Муха» является очень удачным альтернативным проектом. «Группа „Муха“, — пишет критик — вопреки названию, не только не раздражает ухо, самовольно влетая в него, но и… освежает, бодрит, радует». По словам Соседова, ему уже давно не приходилось слышать настолько харизматичного и одновременно с тем «музыкального» пения. Вокалистка группы владеет разными вокальными техниками и «умеет петь как эмоционально обнаженно, страстно, на пределе „нервов и сил“, так и сдержанно, строго, „прикрыто“. А иногда — откровенно дурашливо, „прикольно“. Да и слова чеканит она здорово».
Ведущий и продюсер Антон Чернин писал, что когда услышал дебют группы «Муха» на «Нашествии» 2006 года, то выскочил в коридор с заинтересованным криком «Кто это???» За десять лет работы на «Нашем радио», признавался обозреватель, он всего лишь раза три так реагировал, и это был один из тех случаев.

## Состав группы

### Нынешний состав
- Александра Чугунова («СашаЧ») — вокал, тексты песен;
- Антон Якомульский — барабаны, автор музыки;
- Георгий Тарасов – гитара;
- Михаил Прокушенков – бас-гитара;
- Евгений Глебов – клавиши.

### Музыканты принимавшие участие в группе
- Алексей Кожаков — гитара;
- Дмитрий Сироткин — бас-гитара;
- Егор Петров — гитара;
- Михаил Прокушенков — бас-гитара;
- Дмитрий Пронин — бас-гитара;
- Георгий Капустин — бас-гитара.
- Юрий Пойсик — гитара;
- Марк Леховицер — бас-гитара.

## Дискография

### Студийные альбомы
| 2008 — Сочетания |
| --- |
| 1. Привет 2. Метрополитен 3. Сочетания 4. Моя голова 5. Микрофон 6. Нити 7. Кажется 8. Радиоволна 9. Крэкс-Пэкс-Фэкс 10. Лень 11. Плагиат 12. Капли 13. Follow Me 14. Радиоволна (караоке) |

| 2009 — Альбом для рисования |
| --- |
| 1. Словобломки 2. Журавли 3. Не уйдёшь! 4. Тетрадь 5. Акварель 6. НЛО «Надежда» 7. Блеф 8. Реклама 9. Get back home 10. Tattoo 11. Гоголь жжот 12. Слоняния |

| 2011 — ©течение обстоятельств |
| --- |
| 1. Не жалей о них 2. Нафталин 3. Нажимай и входи 4. 100 песен 5. За любовь 6. Не тормози 7. Микрофон 8. Под мухой 9. Поколение 10. Завтра начинается сейчас 11. Грим 12. Она мне нравится 13. Ты будешь первым 14. Не жалей о них (RU.FM live) 15. Плагиат (RU.FM live) |

| 2015 — У меня в голове |
| --- |
| 1. Брат по разуму 2. Если бы на небе 3. Счастье есть 4. У меня в голове 5. Нам нужны чудеса 6. Облака 7. Блеф 8. Всё получится 9. На том берегу зимы 10. Я не боюсь 11. Меланхолия 12. Без любви |

| 2017— Притяжение |
| --- |
| 1. Золотая рыбка 2. Противоположности 3. Состояние покоя 4. Ещё один день 5. Мне нужно ещё 6. Мы отличные 7. Гравитация |

### Синглы
- «Плагиат» — макси-сингл, 2007
- Микрофон, 2008
- Тетрадь, 2009
- Не жалей о них, 2010
- Не тормози, 2010
- Завтра начинается сейчас, 2011
- Радиоточка, 2011
- Трамвай №6, 2012
- Облака, 2012
- Нам нужны чудеса, 2012
- Если бы на небе, 2013
- Выбор, 2014
- Счастье есть, 2015
- Я не боюсь, 2016

## Песни в кино
- «Здравствуйте, мы — ваша крыша!» (2005)
- «Беглянки» (2007) — песни «Моя голова» и «Привет».
- «Ловушка для кошек-2» - русский текст и исполнение музыкальной составляющей мультфильма
- «Дети Life» - «НЛО «Надежда»
- «Возвращение Буратино» (2013)